# Alcméonides
Pour les articles homonymes, voir Alcméonide.
Les Alcméonides (en grec ancien Ἀλκμαιωνίδαι / Alkmaiônídai) étaient l'une des familles eupatrides (nobles) de l'Athènes antique.
Parmi les membres importants de cette famille, on compte Mégaclès, Clisthène, Périclès et Alcibiade, qui eurent tous un rôle politique majeur pour la cité des Athéniens au VIe et Ve siècle av. J.-C., Clisthène ayant posé les fondements de la démocratie athénienne.
Les Alcméonides prétendaient descendre de Nélée, fils de Poséidon et roi mythique de Pylos, et avoir été chassés de leur royaume par l'invasion des Doriens.

## Dynastie
Le premier Alcméonide célèbre fut l'archonte Mégaclès. En -632, il fit mettre à mort Cylon et ses partisans, auteurs d'un coup d'État manqué. Aussitôt, il fut mis en accusation pour sacrilège par un dénommé Myron : en effet, Cylon s'était réfugié sur l'Acropole, au sein du téménos du vieux temple d'Athéna (l'édifice précédant la construction du Parthénon), auprès des autels des dieux. Un tribunal de 300 juges nobles condamna Mégaclès et sa famille à l'exil perpétuel. Les Alcméonides morts furent déterrés et transférés hors des limites de la cité. Épiménide de Crète dut venir purifier la cité de la souillure (ἄγος / hágos).
Sous l'archontat de Solon, en -594, ils furent autorisés à rentrer d'exil. Ils furent de nouveau exilés durant la tyrannie de Pisistrate. En -548, ils concluent un accord avec l'amphictyonie de Delphes et rebâtirent le temple d'Apollon. En -510, après la chute d'Hippias, ils furent de nouveau autorisés à rentrer à Athènes.
Parmi les membres célèbres de cette famille, on compte Clisthène, Périclès et Alcibiade. Tous trois eurent à subir des rappels du procès des Alcméonides. La tradition rapporte que le dernier archonte perpétuel d'Athènes fut Alcméon, treizième archonte qui gouverna de 756 à 755 av. J.-C. Après lui, les archontes ne furent plus nommés que pour dix ans. En réalité, cette époque correspond aux derniers temps de la royauté athénienne.
Généalogie simplifiée des Alcméonides :